# U-136 (tàu ngầm Đức) (1941)
U-136 là một tàu ngầm tấn công  Lớp Type VII thuộc phân lớp Type VIIC được Hải quân Đức Quốc Xã chế tạo trong Chiến tranh Thế giới thứ hai. Nhập biên chế năm 1941, nó đã thực hiện được ba chuyến tuần tra, đánh chìm được năm tàu buôn tổng tải trọng 23.649 GRT và hai tàu chiến tổng tải trọng 1.850 tấn, đồng thời gây hư hại cho một tàu buôn khác. Trong chuyến tuần tra cuối cùng trong Đại Tây Dương, U-136 bị một lực lượng bao gồm tàu khu trục Pháp Tự do Léopard cùng tàu frigate HMS Spey và tàu sà lúp HMS Pelican của Anh đánh chìm về phía Tây quần đảo Maidera vào ngày 11 tháng 7, 1942.

## Thiết kế và chế tạo

### Thiết kế

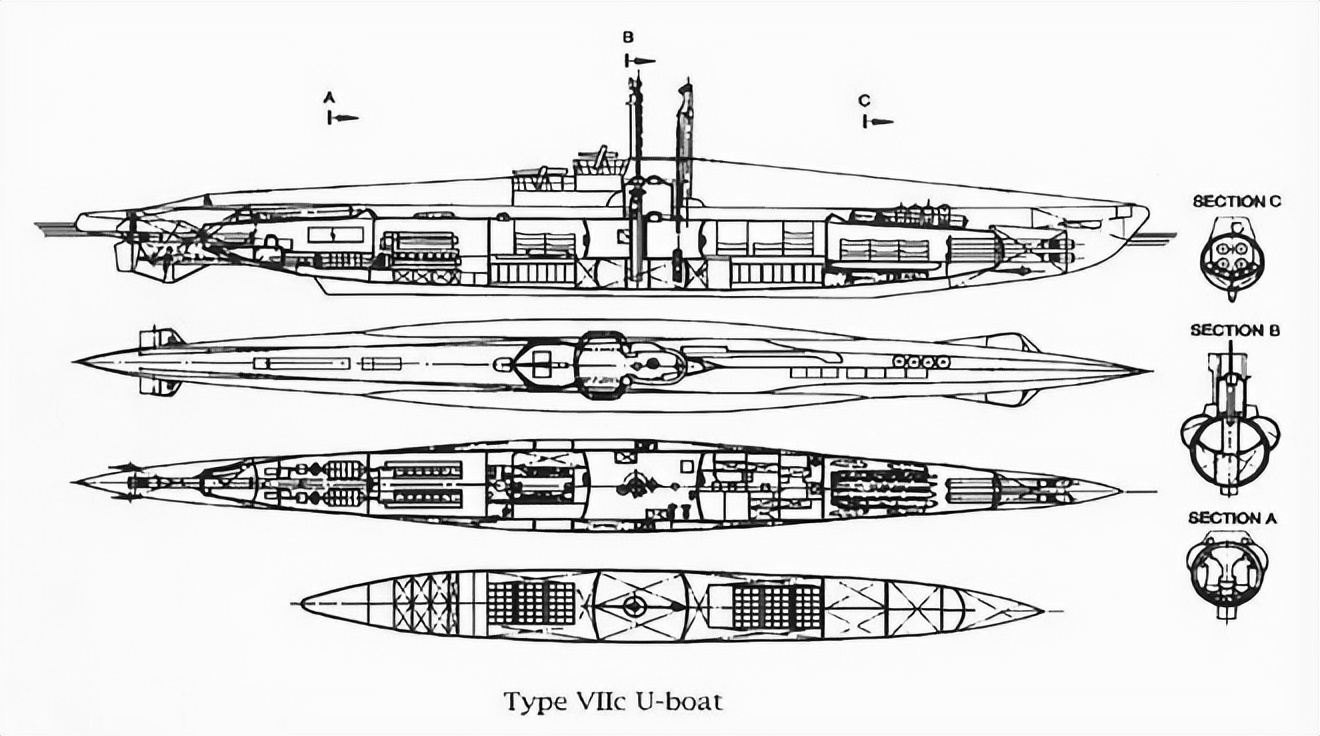
Sơ đồ các mặt cắt một tàu ngầm Type VIIC

Phân lớp VIIC của Tàu ngầm Type VII là một phiên bản VIIB được kéo dài thêm. Chúng có trọng lượng choán nước 769 t (757 tấn Anh) khi nổi và 871 t (857 tấn Anh) khi lặn). Con tàu có chiều dài chung 67,10 m (220 ft 2 in), lớp vỏ trong chịu áp lực dài 50,50 m (165 ft 8 in), mạn tàu rộng 6,20 m (20 ft 4 in), chiều cao 9,60 m (31 ft 6 in) và mớn nước 4,74 m (15 ft 7 in).
Chúng trang bị hai động cơ diesel MAN M 6 V 40/46 siêu tăng áp 6-xy lanh 4 thì, tổng công suất 2.800–3.200 PS (2.100–2.400 kW; 2.800–3.200 bhp), dẫn động hai trục chân vịt đường kính 1,23 m (4,0 ft), cho phép đạt tốc độ tối đa 17,7 kn (32,8 km/h), và tầm hoạt động tối đa 8.500 nmi (15.700 km) khi đi tốc độ đường trường 10 kn (19 km/h). Khi đi ngầm dưới nước, chúng sử dụng hai động cơ/máy phát điện Brown, Boveri & Cie GG UB 720/8 tổng công suất 750 PS (550 kW; 740 shp). Tốc độ tối đa khi lặn là 7,6 kn (14,1 km/h), và tầm hoạt động 80 nmi (150 km) ở tốc độ 4 kn (7,4 km/h). Con tàu có khả năng lặn sâu đến 230 m (750 ft).
Vũ khí trang bị có năm ống phóng ngư lôi 53,3 cm (21 in), bao gồm bốn ống trước mũi và một ống phía đuôi, và mang theo tổng cộng 14 quả ngư lôi, hoặc tối đa 22 quả thủy lôi TMA, hoặc 33 quả TMB. Tàu ngầm Type VIIC bố trí một hải pháo 8,8 cm SK C/35 cùng một pháo phòng không 2 cm (0,79 in) trên boong tàu. Thủy thủ đoàn bao gồm 4 sĩ quan và 40-56 thủy thủ.

### Chế tạo
U-136 được đặt hàng vào ngày 7 tháng 8, 1939, và được đặt lườn tại xưởng tàu của hãng Vegesacker Werft tại Bremen-Vegesack vào ngày 2 tháng 10, 1940. Nó được hạ thủy vào ngày 5 tháng 7, 1941, và nhập biên chế cùng Hải quân Đức Quốc Xã vào ngày 30 tháng 8, 1941 dưới quyền chỉ huy của Hạm trưởng, Đại úy Hải quân Heinrich Zimmermann.

## Lịch sử hoạt động

### Chuyến tuần tra thứ nhất
Trong giai đoạn từ ngày 22 đến ngày 28 tháng 1, U-136 lần lượt chuyển căn cứ hoạt động từ Kiel đến Kristiansand, rồi đến Bergen, cả hai cảng Na Uy này đều đã bị Đức chiếm đóng. Nó khởi hành từ Bergen vào ngày 30 tháng 1 cho chuyến tuần tra đầu tiên trong chiến tranh, băng qua khe GIUK giữa các quần đảo Faroe và Shetland để đi đến hoạt động tại khu vực Bắc Đại Tây Dương về phía Tây Bắc Scotland và Ireland. Tại đây chiếc tàu ngầm đã đánh chìm tàu corvette Anh HMS Arbutus thuộc thành phần hộ tống cho Đoàn tàu ON 63 vào ngày 5 tháng 2, rồi tiếp tục tấn công Đoàn tàu SC 67 vào ngày 11 tháng 2, đánh chìm tàu corvette Canada HMCS Spikenard và tàu buôn Na Uy Heina 4.028 GRT. U-136 còn đánh chìm thêm tàu buôn Anh MV Empire Comet 6.914 GRT thuộc Đoàn tàu HX 174 vào ngày 17 tháng 2, trước khi kết thúc chuyến tuần tra và đi đến cảng St. Nazaire bên bờ biển Đại Tây Dương của Pháp vào ngày 1 tháng 3. 

### Chuyến tuần tra thứ hai
U-136 xuất phát từ St. Nazaire vào ngày 24 tháng 3 cho chuyến tuần tra thứ hai, băng qua suốt Đại Tây Dương để hoạt động ngoài khơi bờ Đông Hoa Kỳ. Nó lần lượt gây hư hại cho tàu buôn Hoa Kỳ Axtell J. Byles 8.955 GRT ngoài khơi bờ biển Bắc Carolina vào ngày 19 tháng 4, đánh chìm tàu buôn Anh Empire Drum 7.244 GRT ở vị trí 280 nmi (520 km) ngoài khơi New York vào ngày 24 tháng 4, tàu buôn Hà Lan Arundo 5.163 GRT bốn ngày sau đó, và cuối cùng là tàu Canada Mildred Pauline 300 GRT vào ngày 8 tháng 5. U-136 quay trở về St. Nazaire vào ngày 20 tháng 5.

### Chuyến tuần tra thứ ba - Bị mất
U-136 khởi hành từ St. Nazaire vào ngày 29 tháng 6 cho chuyến tuần tra thứ ba, cũng là chuyến cuối cùng, để hoạt động tại khu vực Trung tâm Đại Tây Dương về phía Tây eo biển Gibraltar. Đến ngày 11 tháng 7, nó bị một lực lượng bao gồm tàu khu trục Pháp Tự do Léopard cùng tàu frigate HMS Spey và tàu sà lúp HMS Pelican của Anh thả mìn sâu đánh chìm về phía Tây quần đảo Maidera, tại tọa độ 33°30′B 22°52′T / 33,5°B 22,867°T; toàn bộ 45 thành viên thủy thủ đoàn đều đã tử trận.

### "Bầy sói" tham gia
U-136 từng tham gia hai bầy sói:
- Schlei (1 – 12 tháng 2, 1942)
- Hai (3 – 11 tháng 7, 1942)

### Tóm tắt chiến công
U-136 đã đánh chìm được năm tàu buôn tổng tải trọng 23.649 GRT và hai tàu chiến tổng tải trọng 1.850 tấn, đồng thời gây hư hại cho một tàu buôn khác 8.955 GRT:
| Ngày             | Tên tàu         | Quốc tịch                 | Tải trọng | Số phận      |
| ---------------- | --------------- | ------------------------- | --------- | ------------ |
| 5 tháng 2, 1942  | HMS Arbutus     | Hải quân Hoàng gia Anh    | 925       | Bị đánh chìm |
| 11 tháng 2, 1942 | Heina           | Norway                    | 4.028     | Bị đánh chìm |
| 11 tháng 2, 1942 | HMCS Spikenard  | Hải quân Hoàng gia Canada | 925       | Bị đánh chìm |
| 17 tháng 2, 1942 | Empire Comet    | United Kingdom            | 6.914     | Bị đánh chìm |
| 19 tháng 4, 1942 | Axtell J. Byles | United States             | 8.955     | Bị hư hại    |
| 24 tháng 4, 1942 | Empire Drum     | United Kingdom            | 7.244     | Bị đánh chìm |
| 28 tháng 4, 1942 | Arundo          | Netherlands               | 5.163     | Bị đánh chìm |
| 8 tháng 5, 1942  | Mildred Pauline | Canada                    | 300       | Bị đánh chìm |